# Sydney International Equestrian Centre

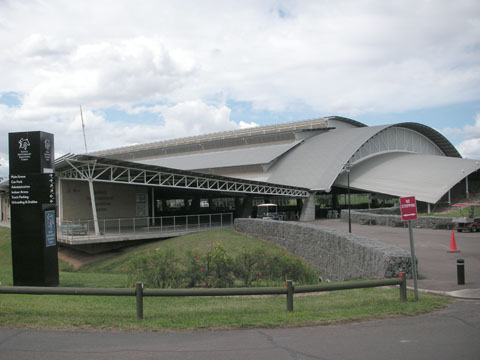
Horsely Park

Das Sydney International Equestrian Centre (SIEC, auch Horsly Park genannt) ist eine Pferdesportanlage, auf der die Reitwettbewerbe der Olympischen Sommerspiele 2000 ausgetragen wurden.
Die Sportstätte ist 45 Kilometer von Sydney entfernt und liegt in Horsley Park, New South Wales. Der Bau wurde 1997 begonnen und 1999 vollendet.
Nach den Reitwettbewerben der Olympischen Sommerspiele 2000 und den Reitwettbewerben der Sommer-Paralympics 2000, ist das Sydney International Equestrian Centre weiterhin Austragungsort für nationale und internationale Pferdesportwettbewerbe und andere Sportveranstaltungen.
Das Sydney International Equestrian Centre hat eine Größe von 96 Hektar und umfasst
- Sportplätze und Sporthallen
- Rennbahn für Jagdrennen
- Geländestrecke für Geländeritte
- Ställe